# GfK
GfK – niemieckie przedsiębiorstwo zajmujące się badaniem opinii publicznej. Siedziba przedsiębiorstwa znajduje się w Norymberdze w Niemczech. GfK została założona w 1934 roku pod nazwą GfK-Nürnberg Gesellschaft für Konsumforschung e. V.

## Działalność
W 1999 roku akcje GfK zadebiutowały na giełdzie we Frankfurcie nad Menem.
Obecnie Grupa GfK zajmuje czwarte miejsce w światowym rankingu agencji badań rynkowych. W skład grupy wchodzi 115 spółek zlokalizowanych w ponad 100 państwach. Grupa zatrudnia ponad 10 000 osób.

### GfK w Polsce
Instytut GfK Polonia powstał w 1990 roku. Jest polskim oddziałem holdingu GfK SE.
Prowadzi wszystkie rodzaje badań marketingowych i opinii publicznej w ramach trzech działów – Custom Research, Retail and Technology oraz Media.
Zajmuje trzecie miejsce w rankingu agencji badawczych w Polsce. W 2010 roku osiągnął obroty w wysokości 76 800 000 złotych (2009: 65 300 000 złotych), zatrudnia 213 osób.